# Tízpettyes katica
A tízpettyes katica vagy tízpettyes katicabogár (Adalia decempunctata) a katicabogárfélék családjába tartozó, Európában, Nyugat-Ázsiában és Észak-Amerikában honos, levéltetvekkel táplálkozó bogárfaj.

## Megjelenése
A tízpettyes katica testhossza 3,5-5 mm. Alakja ovális, szárnyfedője sima, erősen domború, majdnem félgömbszerű. Fejének alapja fekete, elöl barnás, néha kontrasztos foltokkal. Előháta alapvetően sötét és eleje, valamint két széle világosabb; vagy halvány és 5-7 folt nagyjából M alakú mintát alkot rajta. Csápjai, lábai, szájszervei halványbarnák. Alsó oldala fekete.
Szárnyfedőinek színe és rajzolata igen változatos lehet. A bábból frissen kikelt imágók halványokker színűek és eleinte még foltjaik sincsenek, de hamarosan színessé válnak. Leggyakrabban pirosak (esetleg halványbarnák), a szárnyfedőkön 5-5 sötét pöttyel; néha egy hatodik is látható (decempunctata alak). Kétpöttyös (bimaculata) alakjánál az alapszín fekete vagy barna, középtájon két nagy, vese alakú vörös vagy sárga folttal. A decempustulata változat alapszíne fekete vagy barna 5-5 nagy, szabálytalan alakú, halvány folttal. Előfordulnak átmeneti alakok is, de ezek ritkák. 

## Elterjedése
Európában, Észak-Afrikában és Nyugat-Ázsiában honos. Magyarországon gyakori, bár az utóbbi évtizedben a harlekinkatica miatt némileg visszaszorult. 

## Életmódja
Évente két generációja nő fel. Tavasszal már márciusban megjelennek, napos időben gyakran láthatóak a falakon, kerítéseken, vagy különféle növényeken (pl. ernyővirágzatúakon). A kétpettyes katicához képest jobban kedvelik az erdős-fás környezetet, bozótosokat, parkokat, kerteket, de városon belül is előfordulnak. Nappal aktívak. Elsősorban levéltetvekkel, kisebb mértékben pajzstetvekkel, atkákkal táplálkoznak, de megeszik a virágok pollenjét és nektárját is. Április-májusban párzanak, a nőstény május végén és júniusban rakja le a levelekre, gallyakra kis csomókban a petéit. A lárvák néhány nappal később kelnek ki, előbb megeszik a peteburkot, majd levéltetvekre vadásznak. A kis lárva a levéltetűre tapadva kiszívja annak testnedveit, a nagyobbak egészben elfogyasztják a rovart vagy a petéit. Ha alkalmuk nyílik rá, más kis, puha testű rovarokra is vadásznak. Négyszer vedlenek, majd július-augusztusban kéregrepedésekben, levelek alatt bebábozódnak. Nyár végén, ősszel egy újabb generációja is felnő. Az imágók az avarban, kéregrepedésekben, kerti fészerekben telelnek át, gyakran csoportosan és más katicabogarakkal közösen. 

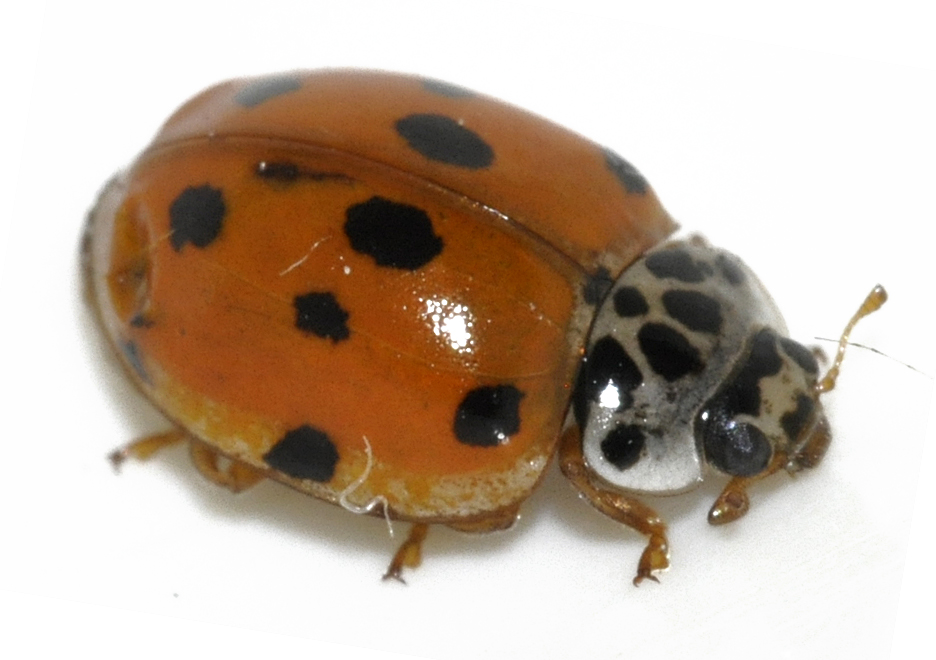
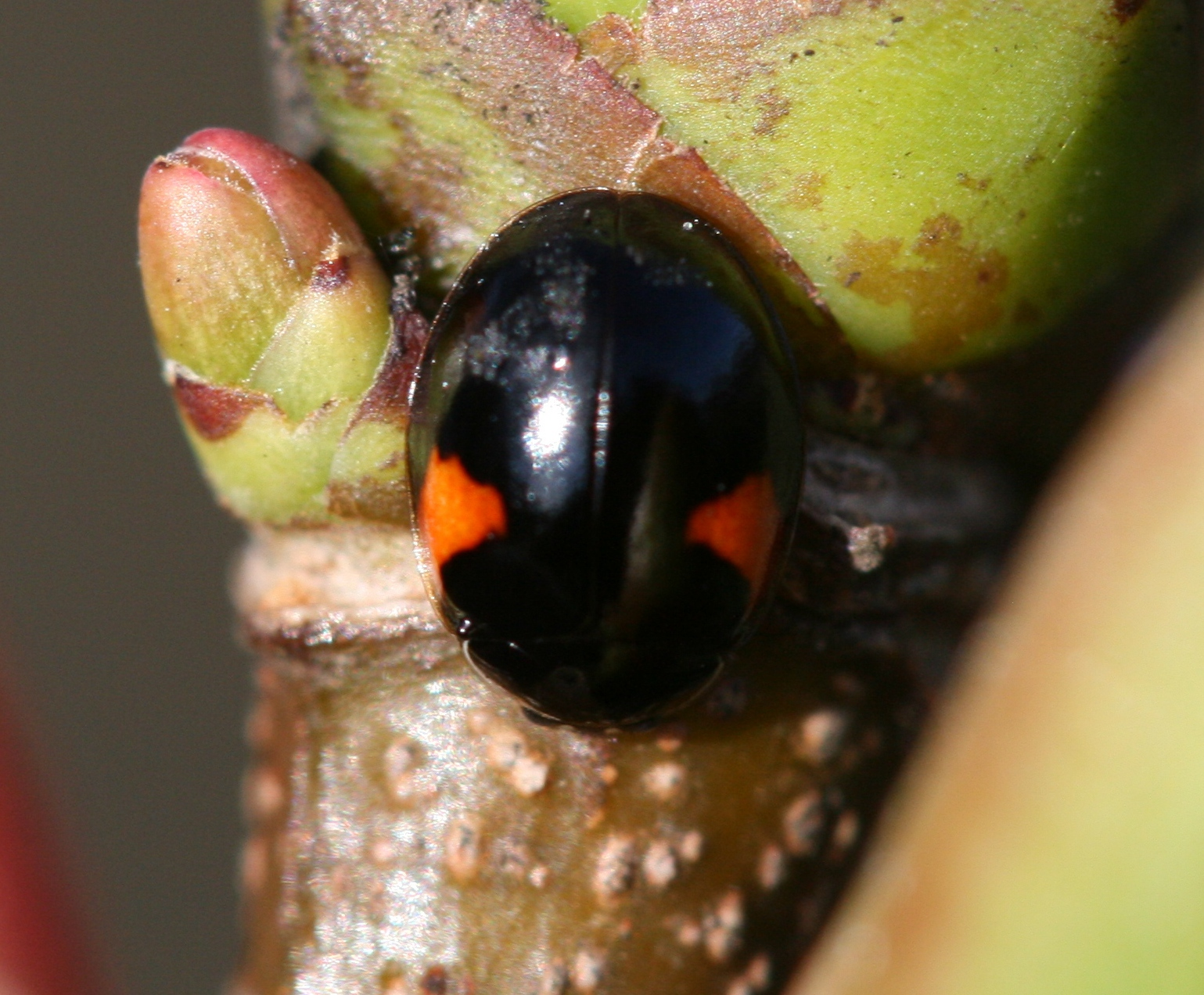
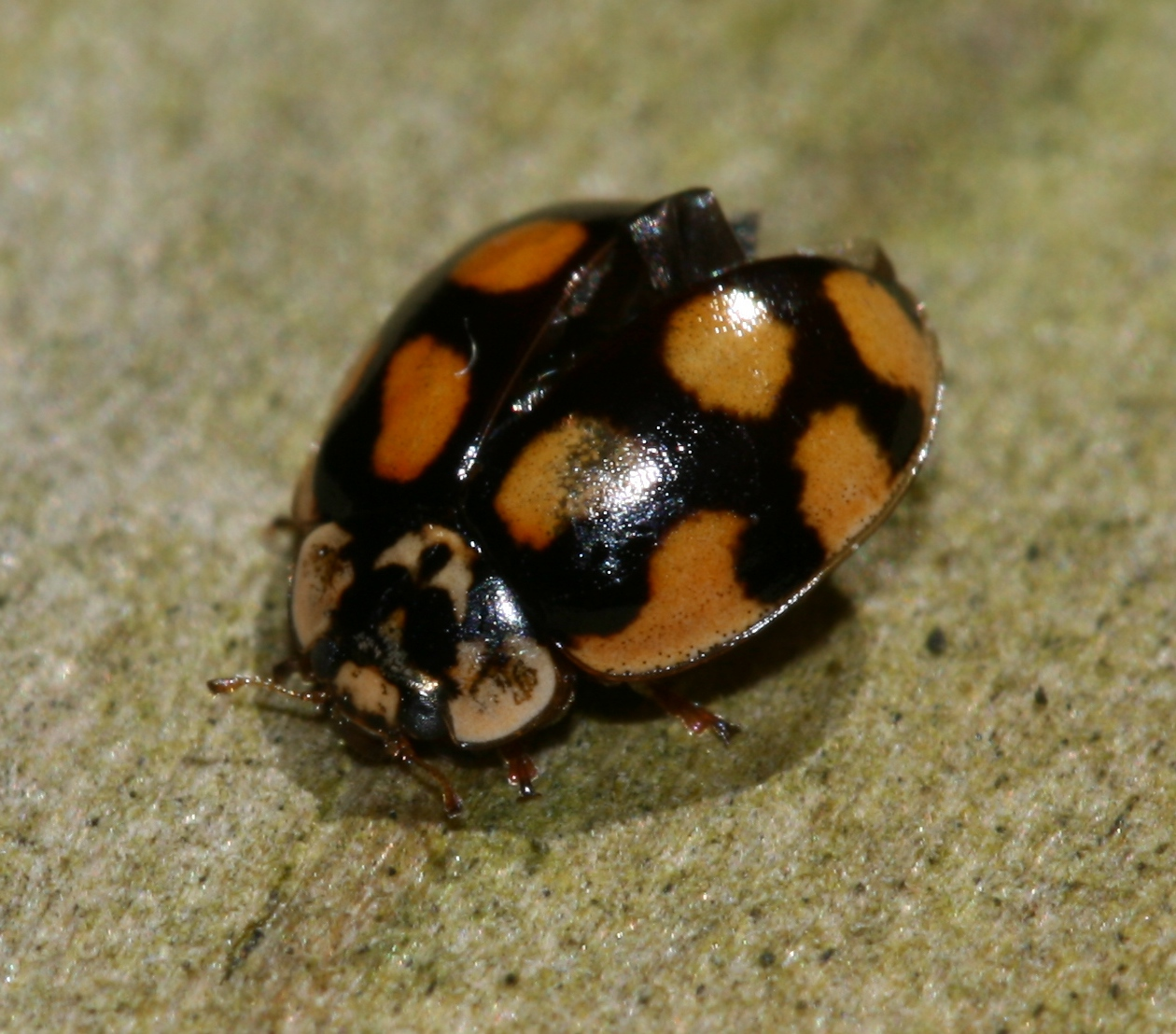
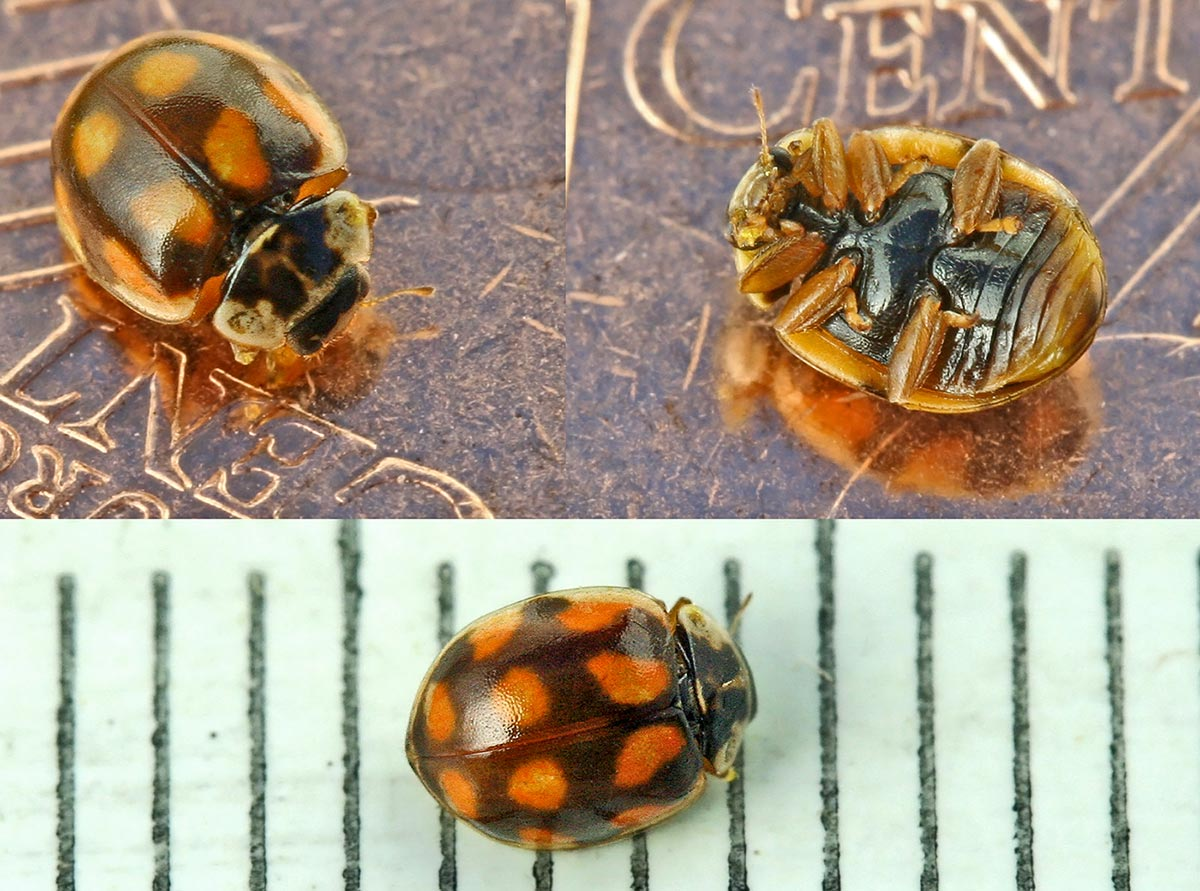
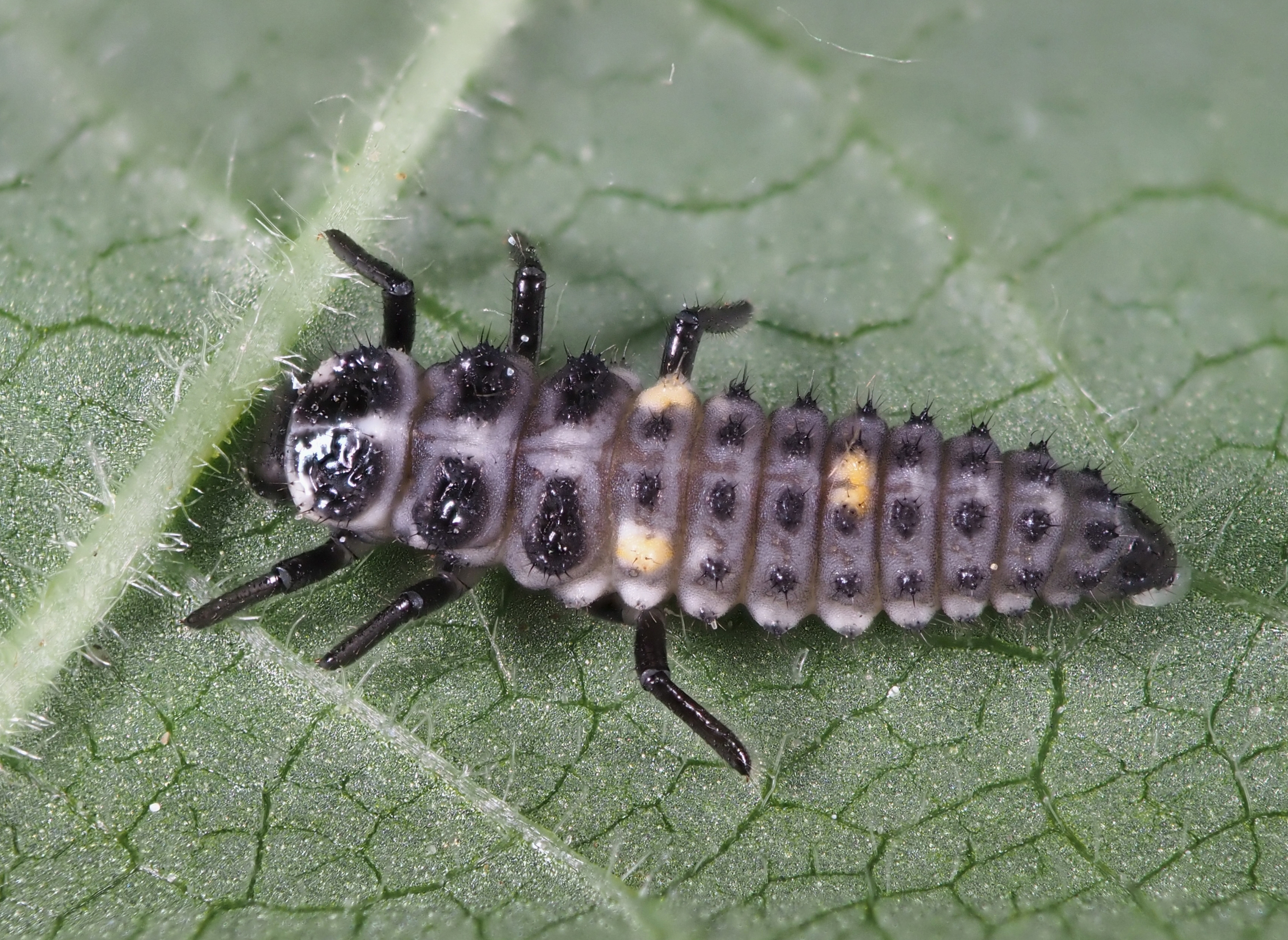

Magyarországon nem védett.